# Destutia cochiseata
Destutia cochiseata är en fjärilsart som beskrevs av Samuel E. Cassino och Louis W. Swett 1923. Destutia cochiseata ingår i släktet Destutia och familjen mätare. Inga underarter finns listade i Catalogue of Life.